# 方序中
方序中（英語：Joe Fang，1978年—）臺灣中生代平面設計師，現任設計工作室「究方社」的創意總監。作品主要領域包括唱片包裝、書籍裝幀、主視覺設計、企業識別，近年參與的專案類型也擴及活動策展、商品包裝、裝置藝術、MV 美術等領域。迄今七度入圍金曲獎最佳裝幀設計。2016 年起多次擔任金鐘獎、金曲獎、金馬獎等大型典禮的視覺總監，是首位執行過台灣三金典禮主視覺的設計師。2015 年發起系列展覽「小花計畫」，以攝影、裝置展紀錄眷村的文化記憶。
2023年以影集《人選之人-造浪者》入圍第58屆金鐘獎戲劇類節目美術設計獎 。2024年以電影《老狐狸》獲得第26屆台北電影獎最佳海報獎。

## 早期生活
1978年出生於屏東東港共和新村，畢業於私立復興高級商工職業學校、國立臺灣藝術大學工藝設計學系金工組夜間部。
入伍前曾在台北市公館的玫瑰唱片工作一年。退伍後，方序中進入平面設計公司半工半讀，在這段期間從頭開始學習印刷實務、平面設計。

## 設計師生涯
2006年與友人陳崇文（Van）共同成立品牌顧問設計公司「好氏創意」，並擔任團隊的創意總監。同年，在唱片行前輩的轉介之下，方序中與滾石唱片合作，為強辯樂團製作首張專輯的包裝設計，並在此後開始大量累積唱片設計作品。除了創立風格選物店「Sense 30」並擔任視覺總監迄今，方序中也身兼服飾品牌「熱血 FEVER」的品牌負責人。
2008年，方序中離開好氏創意，隨後與友人葉士豪、陳彥鳴（Issa）共同創辦單車及選物店「Sense 30」，擔任品牌的視覺總監，並持續獨立接案。
2013年成立設計工作室「究方社」。2016 年起，方序中開始擔任公部門的大型典禮或展演活動的視覺總監，前者如金曲獎、金鐘獎、金馬獎，後者如於日本東京舉辦的台日交流展「南台灣、新體驗：四縣市展」、「Taiwan Plus 文化台灣」。

## 家庭背景
其舅舅金士傑是蘭陵劇坊出身的舞台劇演員。

## 出版書籍
- 2021年 《不圓的圓》

## 外部連結
- 究方社 （页面存档备份，存于） 官方網站
- 小花計畫 （页面存档备份，存于）的 Facebook 專頁
- 方序中的Instagram帳戶 （页面存档备份，存于）